# If It Was You (альбом)
If It Was You — третий студийный альбом канадской инди-рок группы Tegan and Sara, выпущенный 20 августа 2002 года, их второй студийный альбом, записанный на лейбле Vapor Records (первый альбом Under Feet Like Ours, вышедший в 1999, был записан музыкантами самостоятельно).

## Об альбоме
Все песни с альбома «If It Was You» были записаны на острове Галиано (Канада) в Factory Studio (Ванкувер, Канада), исключением стала песня «And Darling (This Thing That Breaks My Heart)», записанная в доме Тиган.
Альбом был переиздан 3 июня 2003 года. Издание включило один бонус-трек («Come On Kids»), 2 клипа («Monday Monday Monday» и «I Hear Noises») и два гастрольных видео («Born in the Eighties Tour» и «The Never-Ending Tour»).
Отдельными синглами с этого альбома вышли песни: «Time Running», «Living Room», «I Hear Noises» и «Monday Monday Monday».
В 2004 году Matt Sharp и Maya Rudolph из группы The Rentals записали кавер на песню Tegan and Sara «Not Tonight», которая была выложена для свободного прослушивания в Интернете.

## Список композиций
| №                   | Название                                                  | Длительность |
| ------------------- | --------------------------------------------------------- | ------------ |
| 1.                  | «Time Running» (T. Quin)                                  | 2:11         |
| 2.                  | «You Went Away» (T. Quin)                                 | 2:00         |
| 3.                  | «Monday Monday Monday» (S. Quin)                          | 3:18         |
| 4.                  | «City Girl» (T. Quin)                                     | 4:02         |
| 5.                  | «Not Tonight» (S. Quin)                                   | 2:37         |
| 6.                  | «Underwater» (S. Quin)                                    | 2:50         |
| 7.                  | «I Hear Noises» (T. Quin)                                 | 3:35         |
| 8.                  | «Living Room» (T. Quin)                                   | 2:50         |
| 9.                  | «Terrible Storm» (S. Quin)                                | 3:28         |
| 10.                 | «And Darling (This Thing That Breaks My Heart)» (T. Quin) | 1:42         |
| 11.                 | «Want to Be Bad» (S. Quin)                                | 3:55         |
| 12.                 | «Don't Confess» (T. Quin)                                 | 4:32         |
| Общая длительность: | Общая длительность:                                       | 34:54        |

### Бонус-треки
| №                   | Название                 | Длительность |
| ------------------- | ------------------------ | ------------ |
| 13.                 | «Come On Kids» (T. Quin) | 2:25         |
| Общая длительность: | Общая длительность:      | 37:26        |

## Участники записи
- Tegan Quin — главный исполнитель, фотоработы
- Sara Quin — главный исполнитель, дизайн альбома
- Gabe Cipes — бас-гитара
- Rob Chursinoff — ударные, перкуссия
- David Carswell — различные инструменты, микширование, продюсер, звуковой инженер
- Michael Ledwidge — орган, клавишные, слайд гитара
- Ezra Cipes — банджо
- Sheldon Zaharko — звуковой инженер
- Pascal Leclair — ассистент звукового инженера
- Steve Hall — мастеринг
- John Collins — различные инструменты, микширование, продюсер, звуковой инженер
- Melanie — фотоработы
- Demoe — дизайн альбома
- Kaare Andrews — обложка альбома